# Craterocephalus munroi
Craterocephalus munroi är en fiskart som beskrevs av Crowley och Ivantsoff, 1988. Craterocephalus munroi ingår i släktet Craterocephalus och familjen silversidefiskar. Inga underarter finns listade i Catalogue of Life.